# Piroptosis
La piroptosis es una forma altamente inflamatoria de muerte celular lítica programada que ocurre con mayor frecuencia tras una infección con patógenos intracelulares y es probable que forme parte de la respuesta antimicrobiana. Este proceso promueve la rápida eliminación de diversas infecciones bacterianas, virales, fúngicas y protozoarias al eliminar nichos de replicación intracelular y mejorar las respuestas defensivas del hospedador. La piroptosis puede ocurrir en células inmunitarias y también se informa que ocurre en queratinocitos y algunas células epiteliales.
El proceso se inicia con la formación de un gran complejo supramolecular denominado inflamasoma (también conocido como piroptosoma) tras señales de peligro intracelulares. El inflamasoma activa un conjunto diferente de caspasas en comparación con la apoptosis, por ejemplo, la caspasa-1/4/5 en humanos y la caspasa-11 en ratones. Estas caspasas contribuyen a la maduración y activación de las citocinas proinflamatorias IL-1β e IL-18, así como de la proteína formadora de poros gasdermina D. La formación de poros provoca la ruptura de la membrana celular y la liberación de citocinas, así como de varias moléculas de patrón molecular asociado a daños (DAMP), como HMGB-1, ATP y ADN, fuera de la célula. Estas moléculas reclutan más células inmunitarias y perpetúan aún más la cascada inflamatoria en el tejido.
Sin embargo, en las enfermedades crónicas patógenas, la respuesta inflamatoria no erradica el estímulo primario. Se produce una forma crónica de inflamación que en última instancia contribuye al daño tisular. La piroptosis está asociada con enfermedades que incluyen enfermedades autoinflamatorias, metabólicas y cardiovasculares, así como cáncer y neurodegeneración . Algunos ejemplos de piroptosis incluyen la muerte celular inducida en macrófagos infectados con Salmonella y células T auxiliares infectadas con VIH de forma abortiva.

## Descubrimiento
Este tipo de muerte celular programada inherentemente proinflamatoria fue denominada piroptosis en 2001 por Molly Brennan y el Dr. Brad T. Cookson, profesor asociado de microbiología y medicina de laboratorio en la Universidad de Washington. El griego pyro se refiere al fuego y ptosis significa caída. El término compuesto de piroptosis puede entenderse como "caída de fuego", que describe el estallido de señales químicas proinflamatorias de la célula moribunda. La piroptosis tiene una morfología y un mecanismo distintos a los de otras formas de muerte celular.  Se ha sugerido que la infección microbiana fue la principal presión evolutiva para esta vía.  Inicialmente se pensó que la formación del inflamasoma era necesaria para la inducción de la piroptosis, pero en 2013 se descubrió la vía no canónica dependiente de la caspasa-11, lo que sugiere que los lipopolisacáridos (LPS) pueden desencadenar la piroptosis y las respuestas inflamatorias posteriores independientemente del receptor tipo Toll 4 (TLR4).  En 2015, se identificó a la gasdermina D (GSDMD) como el efector de la piroptosis que forma poros en la membrana celular.  En 2021, la estructura de alta resolución del poro GSDMD se resolvió mediante microscopía crioelectrónica (crio-EM). También en 2021, se descubrió que una molécula adicional, NINJ1, es necesaria para la ruptura de la membrana plasmática durante la piroptosis.

## Características morfológicas
La piroptosis, como forma de muerte celular programada, tiene muchas diferencias morfológicas en comparación con la apoptosis. Tanto la piroptosis como la apoptosis experimentan condensación de la cromatina, pero durante la apoptosis, el núcleo se rompe en múltiples cuerpos de cromatina; en la piroptosis, el núcleo permanece intacto. En una célula que sufre piroptosis, se forman poros de gasdermina en la membrana plasmática, lo que da lugar a la entrada de agua.
En términos de mecanismo, la piroptosis es activada por caspasas inflamatorias, incluidas la caspasa-1/4/5 en humanos y la caspasa-11 en ratones. La caspasa-8 puede actuar como un regulador ascendente de la activación del inflamasoma de maneras dependientes del contexto. La activación de la caspasa-3 puede tener lugar tanto en la apoptosis como en la piroptosis.
Aunque tanto la piroptosis como la necroptosis son provocadas por la formación de poros en la membrana, la piroptosis está más controlada. Las células que experimentan piroptosis presentan vesículas en la membrana y producen protuberancias conocidas como cuerpos piroptóticos, un proceso que no se encuentra en la necroptosis. Además, la necroptosis funciona de forma independiente de la caspasa. Se propone que tanto la piroptosis como la necroptosis pueden actuar como sistemas de defensa contra patógenos cuando se bloquean las vías apoptóticas.[cita requerida]
|            | Características            | Apoptosis | Piroptosis | Necroptosis |
| Morfología | Lisis celular              | NO        | SÍ         | SÍ          |
| Morfología | Hinchazón celular          | NO        | SÍ         | SÍ          |
| Morfología | Formación de poros         | NO        | SÍ         | SÍ          |
| Morfología | Ampollas en la membrana    | SÍ        | SÍ         | NO          |
| Morfología | Fragmentación del ADN      | SÍ        | SÍ         | SÍ          |
| Morfología | Núcleo intacto             | NO        | SÍ         | NO          |
| Mecanismo  | Activación de la caspasa-1 | NO        | SÍ         | NO          |
| Mecanismo  | Activación de la caspasa-3 | SÍ        | SÍ         | NO          |
| Mecanismo  | Activación de GSDMD        | NO        | SÍ         | NO          |
| Resultado  | Inflamación                | NO        | SÍ         | SÍ          |
| Resultado  | Muerte celular programada  | SÍ        | SÍ         | SÍ          |

## Mecanismo
El sistema inmunitario innato, al utilizar receptores de reconocimiento de patrones (PRR) codificados en la línea germinal, puede reconocer una amplia gama de patrones moleculares asociados a patógenos (PAMP) y patrones moleculares asociados a daños (DAMP) tras una infección microbiana. Los ejemplos clásicos de PRR incluyen los receptores tipo Toll (TLR) y los receptores tipo NOD (NLR). El reconocimiento de PAMP y DAMP desencadena la formación de inflamasomas complejos multiproteicos, que luego activan las caspasas para iniciar la piroptosis. La vía del inflamasoma puede ser canónica o no canónica, la primera utiliza inflamasomas activadores de caspasa-1 y la segunda utiliza otras caspasas.

### La vía canónica del inflamasoma
En la vía canónica del inflamasoma, los PAMP y DAMP son reconocidos por ciertos PRR endógenos. Por ejemplo, las proteínas NLR NLRC4 pueden reconocer la flagelina y los componentes del sistema de secreción tipo III .  NLRP3 se activa por eventos celulares inducidos por diferentes estímulos PAMP y DAMP. Algunas proteínas no NLR, como la ausente en el melanoma 2 (AIM2) y la pirina, también pueden activarse y formar inflamasomas.  Además, los PRR que no forman inflamasomas, como los TLR, NOD1 y NOD2, también desempeñan funciones importantes en la piroptosis. Estos receptores regulan positivamente la expresión de citocinas inflamatorias como IFN α/β, factor de necrosis tumoral (TNF), IL-6 e IL-12 a través de las vías de señalización NF-κB y MAPK. Además, se liberan pro-IL-1β y pro-IL-18 para ser procesados por la caspasa-1 mediada por cisteína.

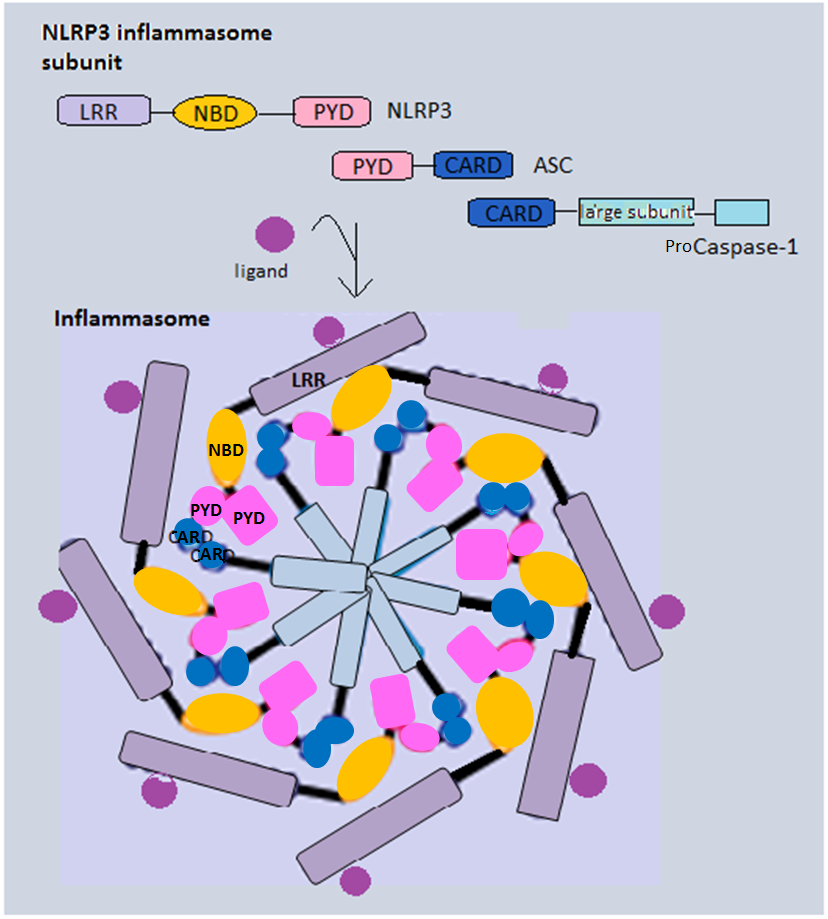
La formación del inflamasoma NLRP3

Los inflamasomas canónicos contienen principalmente tres componentes: una proteína sensora (PRR), un adaptador (ASC) y un efector (caspasa-1). En general, las proteínas NLR formadoras de inflamasomas comparten una estructura similar, varios dominios de repetición ricos en leucina (LRR), un dominio central de unión de nucleótidos y oligomerización (NBD) y un dominio de pirina N-terminal (PYD). NLRP3, por ejemplo, recluta la proteína adaptadora ASC a través de la interacción PYD-PYD. Tanto la procaspasa-1 como la ASC contienen un dominio de activación y reclutamiento de caspasa (CARD), y esta interacción homotípica CARD-CARD permite la escisión autocatalítica y el reensamblaje de la procaspasa-1 para formar la caspasa-1 activa. Alternativamente, NLRC4 puede reclutar directamente pro-caspasa-1, ya que tiene un CARD en lugar de un PYD. Además de su formación como un complejo para inducir piroptosis, los inflamasomas también pueden ser componentes integrales de complejos más grandes que inducen la muerte celular, llamados PANoptosomas, para inducir PANoptosis, otra forma inflamatoria de muerte celular.[cita requerida]
La caspasa-1 activada es responsable de la escisión de pro-IL-1β y pro-IL-18. Estas citocinas, una vez procesadas, estarán en su forma biológicamente activa listas para ser liberadas de las células hospedadoras. Además, la caspasa-1 también escinde la gasdermina D citosólica (GSDMD) . GSDMD se puede escindir para producir un dominio N-terminal (GSDMD-N) y un dominio C-terminal (GSDMD-C). GSDMD-N puede oligomerizarse y formar poros transmembrana que tienen un diámetro interno de 10-14 nm. Los poros permiten la secreción de IL-1β e IL-18 y diversos contenidos citosólicos al espacio extracelular y también interrumpen el gradiente iónico celular. El aumento resultante de la presión osmótica provoca una entrada de agua seguida de hinchazón y estallido de las células. En particular, GSDMD-N es autoinhibido por el dominio C-terminal de GSDMD antes de la escisión para prevenir la lisis celular en condiciones normales. Además, GSDMD-N solo puede insertarse en la membrana interna con composiciones lipídicas específicas, lo que limita su daño a las células vecinas. Ahora se cree que NINJ1, que se encuentra aguas abajo de GSDMD, es necesario para la ruptura de la membrana plasmática durante la piroptosis.

### La vía no canónica del inflamasoma
La vía no canónica del inflamasoma se inicia mediante la unión del lipopolisacárido (LPS) de bacterias gramnegativas directamente a la caspasa-4/5 en humanos y a la caspasa-11 en murinos. La unión de LPS a estas caspasas promueve su oligomerización y activación. Estas caspasas pueden escindir GSDMD para liberar GSDMD-N y desencadenar la piroptosis. Además, una afluencia de iones de potasio tras la permeabilización de la membrana desencadena la activación de NLRP3, lo que luego conduce a la formación del inflamasoma NLRP3 y la activación de la caspasa-1. Estos procesos facilitan la escisión de GSDMD y promueven la maduración y liberación de citocinas proinflamatorias.[cita requerida]

Descripción general de las vías de piroptosis

### Vía de muerte celular dependiente de la caspasa-3
Recientemente se ha propuesto una vía alternativa que vincula la apoptosis y la piroptosis. La caspasa-3, una caspasa ejecutora en la apoptosis, puede escindir la gasdermina E (GSDME) para producir un fragmento N-terminal y un fragmento C-terminal de una manera similar a la escisión de GSDMD. Cuando las células apoptóticas no son eliminadas por los macrófagos, la expresión de GSDME es regulada positivamente por p53. Luego, la caspasa-3 activa la GSDME para formar poros en la membrana celular. También se ha descubierto que GSDME puede permeabilizar las membranas mitocondriales para liberar citocromo c, que activa aún más la caspasa-3 y acelera la escisión de GSDME. Este ciclo de retroalimentación positiva garantiza que la muerte celular programada se lleve a cabo.[cita requerida]

## Relevancia clínica

### Infección
La piroptosis actúa como un mecanismo de defensa contra la infección induciendo una inflamación patológica. La formación de inflamasomas y la actividad de la caspasa-1 determinan el equilibrio entre la resolución de patógenos y la enfermedad.
En una célula sana, la activación de la caspasa-1 ayuda a combatir la infección causada por Salmonella y Shigella al introducir la muerte celular para restringir el crecimiento del patógeno. Cuando se detecta la señal de "peligro", las células quiescentes se activarán para experimentar piroptosis y producir citocinas inflamatorias IL-1β e IL-18. IL-18 estimulará la producción de IFNγ e iniciará el desarrollo de respuestas TH1 . (Las respuestas T H 1 tienden a liberar citocinas que dirigen una eliminación inmediata del patógeno). La activación celular da como resultado un aumento en los niveles de citocinas, lo que aumentará las consecuencias de la inflamación y esto, a su vez, contribuye al desarrollo de la respuesta adaptativa a medida que progresa la infección. La resolución final eliminará los patógenos.
Por el contrario, la inflamación persistente producirá un exceso de células inmunitarias, lo que es perjudicial. Si los ciclos de amplificación persisten, se producirán trastornos metabólicos, enfermedades autoinflamatorias y lesiones hepáticas asociadas a inflamación crónica.

Recientemente, la piroptosis y las vías descendentes se identificaron como objetivos prometedores para el tratamiento de enfermedades graves asociadas con COVID-19.

### Enfermedad cerebrovascular
Estudios recientes muestran que la piroptosis juega un papel en la fisiopatología de la hemorragia intracerebral, y mitigar la piroptosis podría ser una estrategia de intervención para inhibir la respuesta inflamatoria después de la hemorragia intracerebral.

### Cáncer
La piroptosis, como muerte celular programada asociada a la inflamación, tiene amplias implicaciones en varios tipos de cáncer. Principalmente, la piroptosis puede matar células cancerosas e inhibir el desarrollo de tumores en presencia de DAMP endógenos. En algunos casos, la GSDMD se puede utilizar como marcador pronóstico del cáncer. Sin embargo, la producción prolongada de cuerpos inflamatorios puede facilitar la formación de microambientes que favorecen el crecimiento tumoral. Comprender los mecanismos de la piroptosis e identificar las moléculas asociadas a ella puede ser útil en el tratamiento de distintos tipos de cáncer.
En las células de cáncer gástrico, la presencia de GSDMD puede inhibir los complejos ciclina A2 / CDK2, lo que conduce al arresto del ciclo celular y, por lo tanto, inhibe el desarrollo del tumor. Además, la concentración celular de GSDME aumenta cuando las células de cáncer gástrico se tratan con ciertos medicamentos de quimioterapia. Luego, GSDME activa la caspasa-3 y desencadena la muerte celular piroptótica.
El cáncer de cuello uterino puede ser causado por una infección por el virus del papiloma humano (VPH). La proteína AIM2 puede reconocer el ADN viral en el citoplasma y formar el inflamasoma AIM2, que luego se activa mediante una vía de piroptosis canónica dependiente de caspasa-1. La infección por VPH provoca la regulación positiva de la proteína sirtuina 1, lo que altera el factor de transcripción de AIM2, RelB . La eliminación de la sirtuina 1 regula positivamente la expresión de AIM2 y desencadena la piroptosis.

### Trastorno metabólico
El nivel de expresión del inflamasoma NLRP3 y de la caspasa-1 tiene una relación directa con la severidad de varios síndromes metabólicos, como la obesidad y la diabetes mellitus tipo II (DM2) . Esto se debe a que el nivel de producción posterior de IL-1β e IL-18, citocinas que alteran la secreción de insulina, se ve afectado por la actividad de la caspasa-1. El nivel de captación de glucosa disminuye y la condición se conoce como resistencia a la insulina. La enfermedad se acelera aún más por la destrucción de las células β pancreáticas inducida por IL-1β.

### Criopirinopatías
Una mutación en la codificación genética de los inflamasomas conduce a un grupo de enfermedades autoinflamatorias llamadas criopirinopatías. Este grupo incluye el síndrome de Muckle-Wells, el síndrome autoinflamatorio por frío y el síndrome cutáneo y articular neurológico infantil crónico, todos ellos con síntomas de fiebre repentina e inflamación localizada. El gen mutado en estos casos es el NLRP3, que impide la activación del inflamasoma y da lugar a una producción excesiva de IL-1β. Este efecto se conoce como "ganancia de función".

### VIH y SIDA
Estudios recientes demuestran que la piroptosis mediada por caspasa-1 impulsa la depleción de células T CD4 y la inflamación por VIH, dos eventos característicos que impulsan la progresión de la enfermedad del VIH al SIDA . Aunque la piroptosis contribuye a la capacidad del hospedador de limitar y eliminar rápidamente la infección eliminando nichos de replicación intracelular y mejorando las respuestas defensivas mediante la liberación de citocinas proinflamatorias y señales de peligro endógenas, en la inflamación patógena, como la provocada por el VIH-1, esta respuesta beneficiosa no erradica el estímulo primario. De hecho, parece crear un círculo vicioso patogénico en el que las células T CD4 moribundas liberan señales inflamatorias que atraen más células a los tejidos linfoides infectados para que mueran y produzcan inflamación crónica y daño tisular. Quizás sea posible romper este ciclo patogénico con inhibidores de la caspasa-1 seguros y eficaces. Estos agentes podrían constituir una nueva y apasionante terapia “anti-SIDA” para sujetos infectados por el VIH en la que el tratamiento se dirige al hospedador en lugar del virus. Cabe destacar que los ratones deficientes en caspasa-1 se desarrollan normalmente, lo que sugiere que la inhibición de esta proteína produciría efectos terapéuticos beneficiosos en lugar de dañinos en pacientes con VIH.